# Benedictum
I Benedictum sono un gruppo heavy metal statunitense, formatosi a San Diego nel 2005.

## Storia del gruppo
La band era precedentemente conosciuta con il nome "Bound". La cantante Veronica Freeman, il tastierista Chris Morgan e l'ex-batterista Blackie Sanchez in precedenza erano membri di una tribute band di Dio chiamata "Evilution", questa è la causa dell'inclusione della cover di Rainbow in the Dark nella loro demo e delle cover di Mob Rules e Heaven and Hell in Uncreation, entrambi canzoni dei Black Sabbath dell'era Ronnie James Dio.
Nell'album compaiono come ospiti l'ex bassista di Rainbow e Dio Jimmy Bain e il chitarrista Craig Goldy, inoltre il produttore della band, Jeff Pilson, è un ex bassista della band dello storico cantante.

## Formazione

### Formazione attuale
- Veronica Freeman – voce
- Pete Wells – chitarra
- Chris Morgan – tastiere
- Jesse Wright – basso
- Paul Courtois – batteria

### Ex componenti
- Blackie Sanchez – batteria

## Discografia
- 2006 – Uncreation
- 2008 – Seasons of Tragedy
- 2011 – Dominion
- 2013 – Obey